# Vorgaard
Vorgaard er en gammel hovedgård, som nævnes første gang i 1450. Gården ligger i Bælum Sogn, Hellum Herred, Ålborg Amt, Skørping Kommune. Navnet forveksles let med Voergård Slot beliggende et par timers kørsel mod nord. 
Den oprindelige Vorgård fra 1500-tallet var i bindingsværk. Gården var fredet, men meget faldefærdig. Den måtte i slutningen af 1980'erne rives ned og derefter kom der en ny, fuldstændig identisk bindingsværksgård opført i 1990. Da en del af den oprindelige kælder er bevaret er den nye gård også fredet. Vorgaard er ikke åben for offentligheden. 
I 1674 var der birketing på Vorgaard. 
Vorgaard Gods er på 182 hektar og ligger på adressen: Svanfolkvej 1, 9574 Bælum.

## Ejere af Vorgaard
- (1450-1465) Jep Kalv
- (1465-1489) Mogens Kulde
- (1489-1490) Anders Jacobsen Bjørn
- (1490-1525) Jacob Andersen Bjørn
- (1525-1531) Anders Jacobsen Bjørn
- (1531) Dorthe Jacobsdatter Bjørn gift Glob
- (1531-1560) Oluf Glob
- (1560-1562) Dorthe Jacobsdatter Bjørn gift Glob
- (1562-1578) Jens Kaas
- (1578-1581) Bjørn Jensen Kaas
- (1581-1598) Erik Bjørnsen Kaas / Helvig Bjørnsdatter Kaas gift Gyldenstierne
- (1598-1625) Anne Krabbe gift Kaas / Helvig Bjørnsdatter Kaas gift Gyldenstierne
- (1625-1638) Helvig Bjørnsdatter Kaas gift Gyldenstierne
- (1638) Anne Nielsdatter Kaas gift Rostrup
- (1638-1649) Albert Rostrup
- (1649) Anne Nielsdatter Kaas gift Rostrup
- (1649-1660) Kirsten Skeel gift Bille / Ingeborg Skeel gift (1) Dyre (2) Rodsteen
- (1660-1662) Elisabeth Pallesdatter Rodsteen / Peder Bille
- (1662-1670) Elisabeth Pallesdatter Rodsteen / Peder Bille / Markor Pallesen Rodsteen
- (1670-1675) Elisabeth Pallesdatter Rodsteen / Peder Bille / Markor Pallesen Rodsteen / J. Simonsen
- (1675) Elisabeth Pallesdatter Rodsteen / Peder Bille / Markor Pallesen Rodsteen / J. Simonsen / Karen Juul gift (1) Rodsteen (2) von Lützow
- (1675-1703) Hartvig Otto Petersen von Deden
- (1703-1717) Anne Folmersdatter Urne gift von Deden
- (1717-1750) Claus Jørgen Hartvigsen von Deden
- (1750-1767) Harboe Lassen Meulengracht
- (1767-1768) Laurids Johannes Jelstrup
- (1768-1772) Søren Thestrup
- (1772-1775) Heinrich Schou
- (1775-1776) Cathrine Wagaard gift Schou
- (1776-1820) Hans Joachim Rodenborg
- (1820-1824) Sophie Louise Constance Elisabeth von Moltke gift Rodenborg
- (1824-1835) Carl Hansen Rodenborg
- (1835-1837) J. C. Nyholm
- (1837-1840) S. Schlomka
- (1840-1843) C. E. Alsen
- (1843-1875) Carl August von Deden
- (1875-1891) J. M. Schæbel
- (1891-1893) Rud Lorentzen
- (1893-1907) E. V. Schaumburg
- (1907-1918) Christian Nielsen
- (1918-1921) J. P. Jensen
- (1921-1925) M. Petersen
- (1925-1926) A. Lohmann
- (1926-1930) T. Nielsen
- (1930-1931) Bikuben i Århus
- (1931-1935) N. C. Clausen
- (1935-1959) Forskellige ejere
- (1959-1963) B. Brun
- (1963-1975) Ejnar Flensted
- (1975-1985) H. K. K. Kruse
- (1985-2006) Vagn Andersen
- (2006-) Vagn Andersen Holding ApS